# Тархалиці
Тархалиці (пол. Tarchalice) — село в Польщі, у гміні Волув Воловського повіту Нижньосілезького воєводства.
Населення — 224 особи (2011).
У 1975—1998 роках село належало до Вроцлавського воєводства.

## Демографія
Демографічна структура станом на 31 березня 2011 року:
|          | Загалом | Допрацездатний вік | Працездатний вік | Постпрацездатний вік |
| -------- | ------- | ------------------ | ---------------- | -------------------- |
| Чоловіки | 115     | 22                 | 84               | 9                    |
| Жінки    | 109     | 25                 | 64               | 20                   |
| Разом    | 224     | 47                 | 148              | 29                   |